# Blisterverpakking

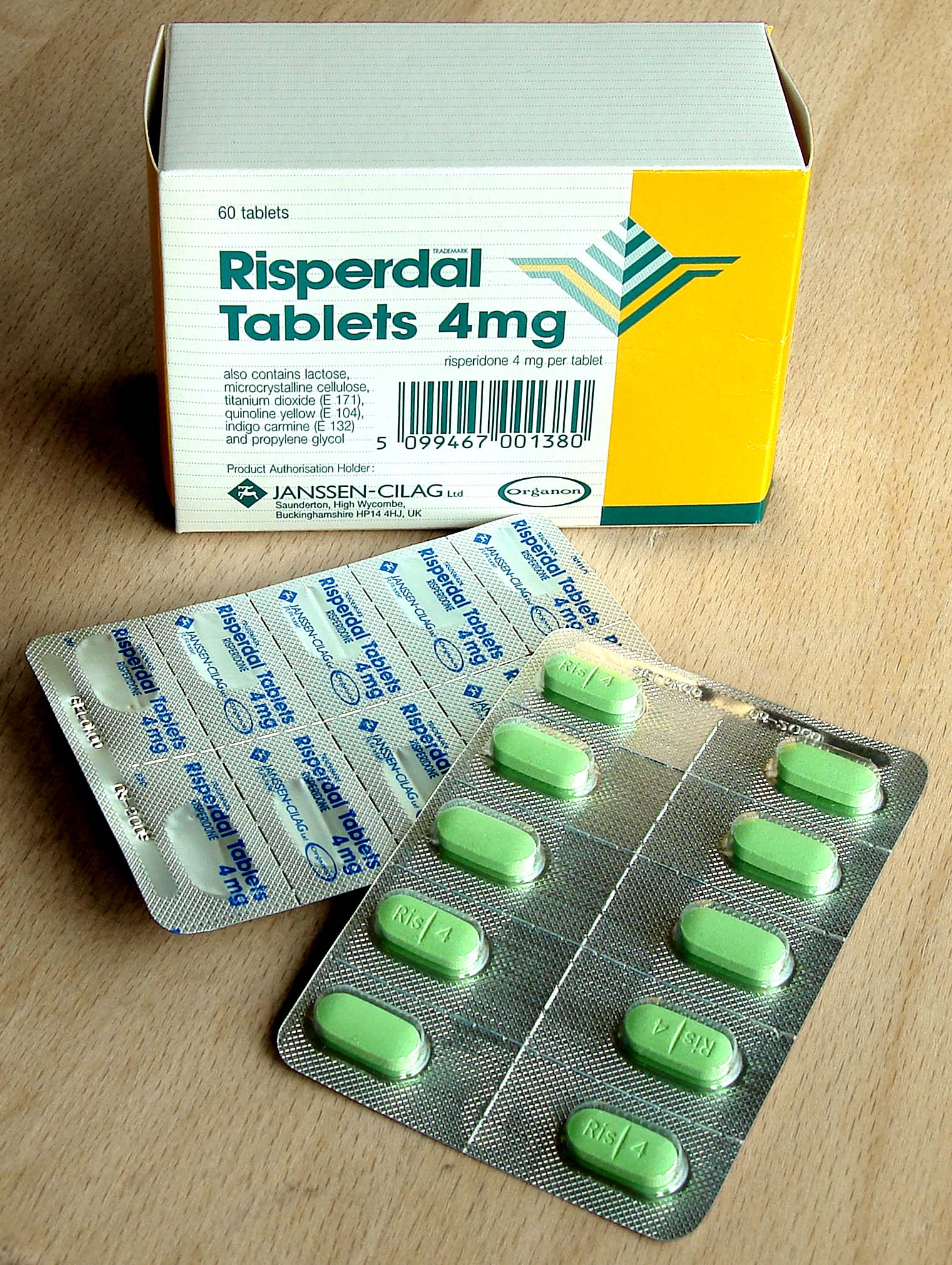
Medicijnen in een blisterverpakking

Een blister(verpakking) of doordrukstrip is een plastic verpakking die wordt gebruikt om kleinere producten te verpakken. Blisterverpakkingen zijn veel in winkelrekken te vinden. Deze verpakkingen hangen aan een metalen hanger en kunnen makkelijk worden gepakt. Een blisterverpakking heeft een hoge attentiewaarde en veel gebruiksgemak, omdat de consument door het plastic venster goed kan zien wat hij koopt. Tegelijk wordt door de verpakking diefstal beperkt, omdat het product niet gemakkelijk ergens kan worden verborgen.
Een nadeel van deze vorm van verpakken (met behulp van thermovormen) bij kleinere elektronica is evenwel dat het voor de koper van producten die op deze wijze verpakt zijn redelijk bewerkelijk is om het gekochte item ook uit die verpakking te kunnen halen. 